# Sarāi Ekdil
Sarāi Ekdil är en ort i Indien.   Den ligger i distriktet Etāwah och delstaten Uttar Pradesh, i den centrala delen av landet, 280 km sydost om huvudstaden New Delhi. Sarāi Ekdil ligger 153 meter över havet och antalet invånare är 10 594.
Terrängen runt Sarāi Ekdil är mycket platt. Runt Sarāi Ekdil är det tätbefolkat, med 476 invånare per kvadratkilometer. Närmaste större samhälle är Etawah, 8,0 km väster om Sarāi Ekdil. Trakten runt Sarāi Ekdil består till största delen av jordbruksmark.